# Allen Alley
Allen Alley, né le 3 août 1954, est un homme d'affaires et homme politique américain originaire de l'État de l'Oregon . Il s'est porté candidat pour obtenir la nomination républicaine au poste de gouverneur de l'Oregon lors de l' élection spéciale du gouverneur de l'Oregon de 2016, perdant face à Bud Pierce,. Alley cherche également à obtenir la nomination républicaine en 2010, mais perd face à Chris Dudley. Alley est le candidat républicain au poste de trésorier de l'État de l'Oregon en 2008 et a également été président du Parti républicain de l'Oregon de janvier 2011 à février 2013.

## Jeunesse
Alley est né à Kalamazoo, Michigan, États-Unis, fils de Nafe et Behle Alley. Son père, ingénieur en mécanique, commence sa carrière en concevant des systèmes de convoyage avant de rejoindre la société Boeing. La famille vit dans plusieurs villes différentes, notamment Seattle et Philadelphie, où Allen fréquente le lycée Nether Providence.
En 1976, Alley est diplômé de l'Université Purdue avec un diplôme en génie mécanique et une mineure en commerce.

## Carrière

### Entreprise
Il a travaillé pour la Ford Motor Company, puis pour Boeing, à divers postes d'ingénierie et de conception de produits. Alley rejoint Computervision en tant que directeur du marketing produit à Boston, Massachusetts. De là, il est recruté pour rejoindre Battery Ventures, une société d'investissement de 75 millions de dollars spécialisée dans les entreprises de haute technologie. En 1992, Alley déménage dans l'Oregon pour travailler pour InFocus, un fabricant de matériel d'affichage professionnel mobile, où il occupe le poste de vice-président du développement de l'entreprise, de l'ingénierie et du marketing. En 1997, Alley cofonde Pixelworks, une société de semi-conducteurs sans usine.
En 2000, Alley lève 66,1 millions de dollars pour Pixelworks, ce qui en fait l'une des plus importantes levées de capitaux de l'année pour les semi-conducteurs.

### Politique
En février 2002, Alley accepte une nomination présidentielle du président George W. Bush pour siéger à la Commission du secteur privé et du gouvernement américano-japonais, qui s'efforce de promouvoir une croissance économique durable dans les deux pays.
En 2006, Alley est nommé président de l'Oregon Business Plan,, qui est chargé de contribuer à façonner les politiques publiques pour promouvoir la croissance économique, créer des emplois, augmenter les revenus et réduire la pauvreté dans l'Oregon.
Après avoir démissionné de son poste de PDG de Pixelworks Inc. en 2007, Alley est embauché pour occuper le poste de chef de cabinet adjoint du gouverneur démocrate de l'Oregon, Ted Kulongoski . Le dossier politique d'Alley comprenait le développement économique, la technologie, les transports, la formation de la main-d'œuvre et l'énergie.

#### Campagnes
En mai 2008, Alley remporte la primaire républicaine pour le poste de trésorier de l'État de l'Oregon. Alley perd face au sénateur démocrate Ben Westlund avec 51% contre 45% lors des élections générales.
En 2009, Alley annonce sa candidature au poste de gouverneur de l'Oregon en 2010. Il perd la primaire républicaine de mai 2010 face au stratège en gestion de patrimoine et ancien joueur de la NBA Chris Dudley.
Le 3 janvier 2011, Alley annonce sa candidature à la présidence du Parti républicain de l'Oregon. Alley reçoit le soutien de nombreux autres politiciens et dirigeants du parti républicain, notamment du membre du Congrès américain Greg Walden. Alley se présente sans opposition et le 22 janvier 2011, il est élu à ce poste.
Le 23 juin 2012, en tant que président du GOP de l'Oregon, Alley ordonne que la convention du district du Congrès se termine à 17 heures, ce qui provoque la colère de certains partisans de la liste de Ron Paul, qui allèguent que l'ajournement avait pour but d'empêcher d'autres candidats de la liste de remporter des postes de délégués suppléants,. Le 28 août 2012, lors de la Convention nationale républicaine de 2012, Alley rapporte que les votes de la délégation de l'Oregon sont de 4 pour Ron Paul, 1 pour Rick Santorum et 23 pour Mitt Romney.
En novembre 2012, Alley annonce qu'il ne briguerait pas un nouveau mandat de président, invoquant des préoccupations commerciales. Il est remplacé en février 2013 par Suzanne Gallagher.
En 2016, Alley se présente une deuxième fois au poste de gouverneur de l'Oregon. Il termine deuxième aux primaires républicaines, perdant face à Bud Pierce.

## Vie privée
Alley épouse sa femme Debbie en 1982 et ils ont trois enfants. Depuis le 15 janvier 2019, Allen et Debbie résident à Lake Oswego, dans l'Oregon.